# Versalles
Versalles – miasto w Kolumbii, w departamencie Valle del Cauca.